# Квайт-Делл
Квайт-Делл (англ. Quiet Dell) — населений пункт, невключена територія в окрузі Гаррісон, штат Західна Вірджинія, США. Розташований на перехресті міжштатової автомагістралі I-79 та внутрішньоштатового шляху West Virginia Route 20, за 5 миль (8 км) на південний схід від Кларксбурга.

## Історія
Поселення, первісна назва якого Ніддлс-Ай, було засноване 1848 року і заселялось робітниками заводу, відкритого на березі Елк-Крік.
У вересні 1922 року місцевий житель Дж. Д. Пікенс виділив землю для будівництва школи яка стала до ладу у 1924 році. В ній навчались як місцеві, так і діти з Крейгмура та Джонстауна. У 1970 році школа була закрита, з червня 2002 року в її будівлі — музей Цивільного корпусу охорони довкілля (англ. Civilian Conservation Corps, CCC)

## Пам'ятки
Будівля колишньої місцевої школи Квайт-Делл Скул є національною історичною пам'яткою й у 2001 році внесена до Національного реєстру історичних місць США.

## Відомість
У 1931 році Квайт-Делл був місцем численних вбивств, вчинених серійним убивцею Гаррі Пауерсом.